# Kent Salfi
Kent Salfi (* 10. Juni 1971 in Clifton Park, New York) ist ein ehemaliger US-amerikanisch-österreichischer Eishockeyspieler, der den Großteil seiner Karriere in Österreich verbrachte und mit der österreichischen Nationalmannschaft an den Olympischen Winterspielen 2002 teilnahm.

## Karriere
Nachdem er vier Jahre an der University of Maine verbracht hatte, spielte Salfi für zwei Spielzeiten in Schweden für den Olofströms IK und Mora IK. Danach wechselte er für eine Saison zum ETC Timmendorfer Strand nach Deutschland, bevor er nach Österreich wechselte und 1996 vom EC VSV unter Vertrag genommen wurde. In der Saison 1997/98 war er kurzzeitig in der italienischen Serie A bei Asiago Hockey, wo er nur drei Spiele absolvierte, bevor er zum VSV zurückkehrte. Er blieb bis zur Saison 2002/03 bei der Mannschaft, bevor er zum EHC Linz in die Erste Bank Eishockey Liga wechselte. In der Saison 2008/09 wechselte Salfi zum HC Innsbruck.
Am 23. August 2010 gab Salfi seinen Rücktritt bekannt. Heute arbeitet Salfi als Finanzberater im Nordosten der USA.

### International
Salfi besaß die österreichische Staatsbürgerschaft und spielte für die österreichische Nationalmannschaft bei den Olympischen Winterspielen 2002 in Salt Lake City. Außerdem spielte er auch bei den Weltmeisterschaften 2002 und 2003 für Österreich.

## Erfolge und Auszeichnungen
| - 1992 Lamoriello-Trophy-Gewinn mit der University of Maine - 1993 Lamoriello-Trophy-Gewinn mit der University of Maine - 1993 NCAA-Division-I-Championship mit der University of Maine | - 1999 Österreichischer Meister mit dem EC VSV - 2002 Österreichischer Meister mit dem EC VSV |